# Historique de la draft des Nets de Brooklyn
Le tableau suivant établit l'historique des sélections de la draft des Nets de Brooklyn, au sein de la National Basketball Association (NBA).     

## Légende
|  | Joueur intronisé au Basketball Hall of Fame          |
|  | Joueur sélectionné en premier choix lors de sa draft |
|  | Joueur ayant participé au NBA All-Star Game          |

## Sélections

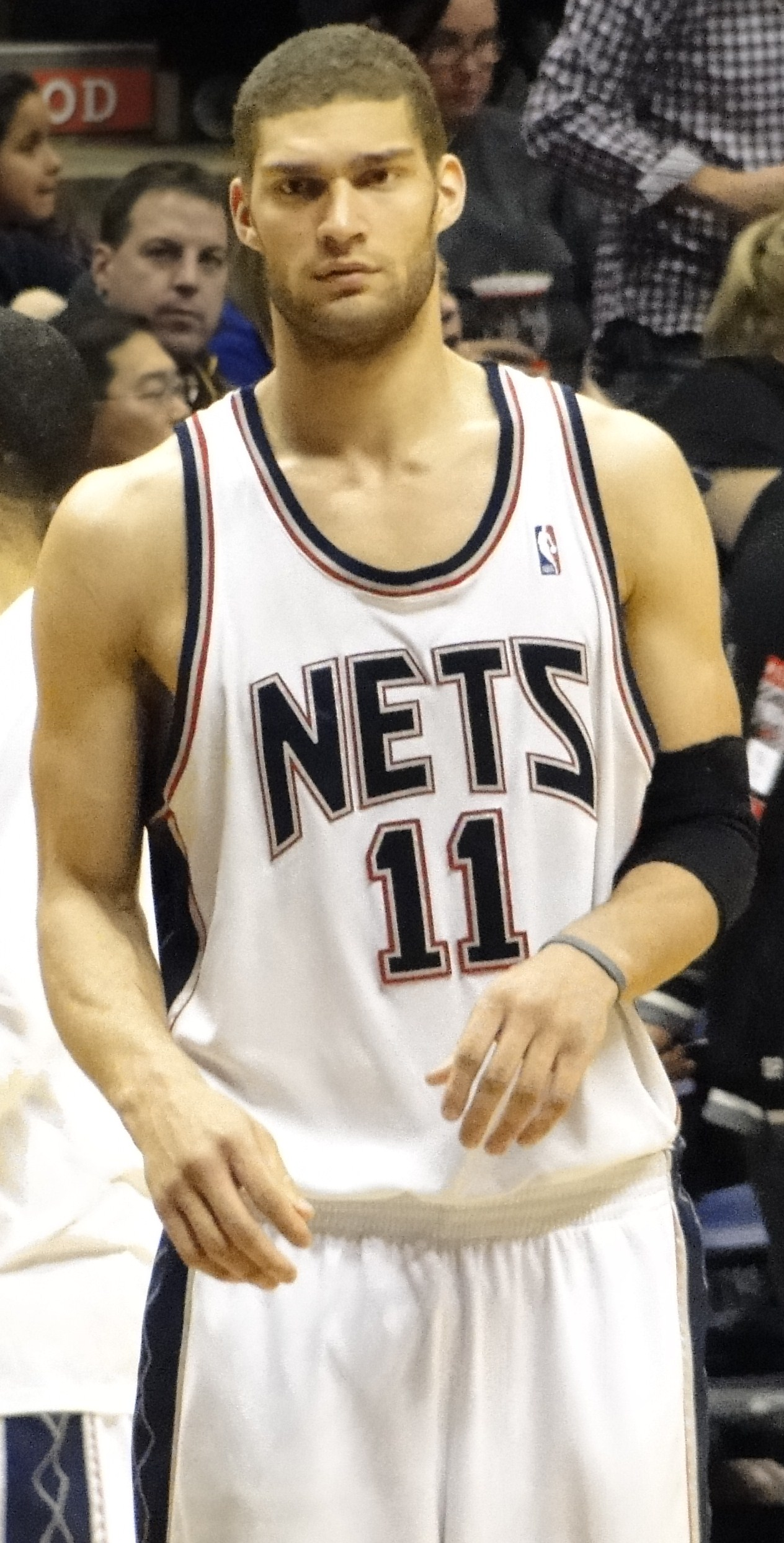
Brook Lopez, sélectionné en 2008.

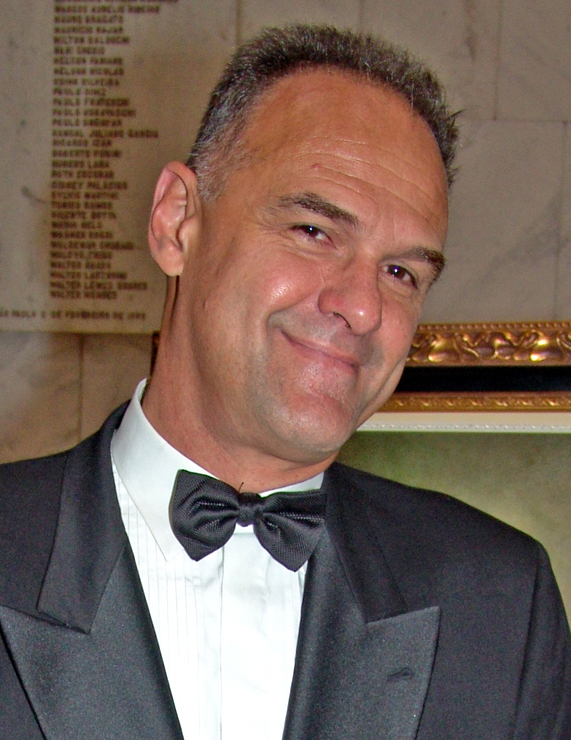
Oscar Schmidt, sélectionné en 1984.

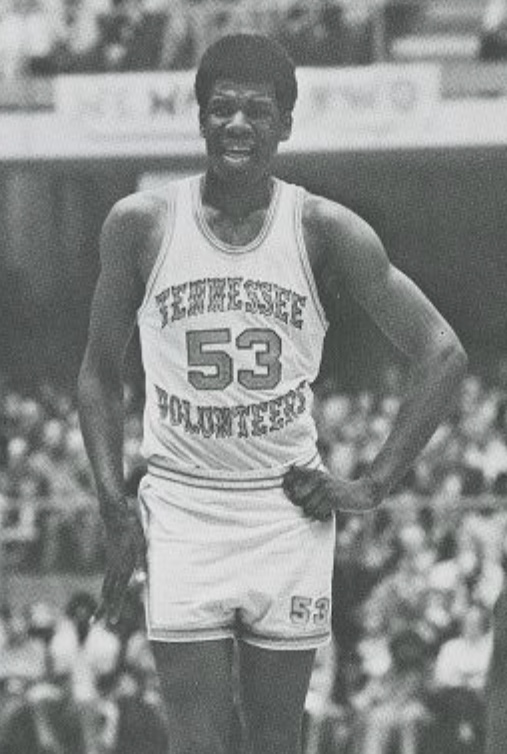
Bernard King, sélectionné en 1977.

| Année | Tour | Choix | Nom du joueur            | Provenance                       |
| ----- | ---- | ----- | ------------------------ | -------------------------------- |
| 2023  | 1    | 21    | Noah Clowney             | Crimson Tide de l'Alabama        |
| 2023  | 1    | 22    | Dariq Miller-Whitehead   | Blue Devils de Duke              |
| 2023  | 2    | 51    | Jalen Wilson             | Jayhawks du Kansas               |
| 2021  | 1    | 19    | Cameron Thomas           | Tigers de LSU                    |
| 2021  | 2    | 44    | Kessler Edwards          | Waves de Pepperdine              |
| 2021  | 2    | 49    | Marcus Zegarowski        | Bluejays de Creighton            |
| 2021  | 2    | 59    | RaiQuan Gray             | Seminoles de Florida State       |
| 2020  | 1    | 19    | Saddiq Bey               | Wildcats de Villanova            |
| 2020  | 2    | 55    | Jay Scrubb               | John A. Logan College            |
| 2019  | 1    | 17    | Nickeil Alexander-Walker | Hokies de Virginia Tech          |
| 2019  | 1    | 29    | Mfiondu Kabengele        | Seminoles de Florida State       |
| 2019  | 2    | 31    | Nicolas Claxton          | Bulldogs de la Géorgie           |
| 2018  | 1    | 29    | Džanan Musa              | KK Cedevita (Croatie)            |
| 2018  | 2    | 40    | Rodions Kurucs           | FC Barcelona (Espagne)           |
| 2018  | 2    | 45    | Hamidou Diallo           | Wildcats du Kentucky             |
| 2017  | 1    | 22    | Jarrett Allen            | Longhorns du Texas               |
| 2017  | 1    | 27    | Kyle Kuzma               | Utes de l'Utah                   |
| 2017  | 2    | 57    | Aleksandar Vezenkov      | FC Barcelona (Espagne)           |
| 2016  | 2    | 55    | Marcus Paige             | Tar Heels de la Caroline du Nord |
| 2015  | 1    | 29    | Chris McCullough         | Orange de Syracuse               |
| 2015  | 2    | 41    | Pat Connaughton          | Université de Notre Dame         |
| 2013  | 1    | 22    | Mason Plumlee            | Blue Devils de Duke              |
| 2012  | 2    | 57    | İlkan Karaman            | Karşıyaka (Turquie)              |
| 2011  | 1    | 27    | JaJuan Johnson           | Purdue                           |
| 2011  | 2    | 36    | Jordan Williams          | Maryland                         |
| 2010  | 1    | 3     | Derrick Favors           | Georgia Tech                     |
| 2010  | 1    | 27    | Jordan Crawford          | Université Xavier                |
| 2010  | 2    | 31    | Tibor Pleiß              | Brose Baskets (Allemagne)        |
| 2009  | 1    | 11    | Terrence Williams        | Louisville                       |
| 2008  | 1    | 10    | Brook Lopez              | Stanford                         |
| 2008  | 1    | 21    | Ryan Anderson            | Californie                       |
| 2008  | 2    | 40    | Chris Douglas-Roberts    | Memphis                          |
| 2007  | 1    | 17    | Sean Williams            | Boston College                   |
| 2006  | 1    | 22    | Marcus Williams          | Connecticut                      |
| 2006  | 1    | 23    | Josh Boone               | Connecticut                      |
| 2006  | 2    | 24    | Hassan Adams             | Arizona                          |
| 2005  | 1    | 15    | Antoine Wright           | Texas A&M                        |
| 2005  | 2    | 13    | Mile Ilić                | FMP Zeleznik (Serbie)            |
| 2004  | 1    | 22    | Viktor Khryapa           | CSKA Moscow (Russie)             |
| 2004  | 2    | 22    | Christian Drejer         | Florida                          |
| 2003  | 1    | 22    | Zoran Planinić           | Cibona Zagreb (Croatie)          |
| 2003  | 2    | 22    | Kyle Korver              | Université Creighton             |
| 2002  | 1    | 24    | Nenad Krstić             | KK Partizan (Serbie)             |
| 2002  | 2    | 25    | Tamar Slay               | Université Marshall              |
| 2001  | 1    | 7     | Eddie Griffin            | Seton Hall                       |
| 2001  | 2    | 34    | Brian Scalabrine         | Université de Caroline du Sud    |
| 2000  | 1    | 1     | Kenyon Martin            | Cincinnati                       |
| 2000  | 2    | 36    | Soumaila Samake          | Cincinnati Stuff (IBL)           |
| 1999  | 2    | 34    | Evan Eschmeyer           | Université Northwestern          |
| 1997  | 1    | 7     | Tim Thomas               | Villanova                        |
| 1997  | 1    | 21    | Anthony Parker           | Université Bradley               |
| 1996  | 1    | 8     | Kerry Kittles            | Villanova                        |
| 1995  | 1    | 9     | Ed O'Bannon              | Californie, Los Angeles          |
| 1994  | 1    | 14    | Yinka Dare               | Université George-Washington     |
| 1993  | 1    | 16    | Rex Walters              | Kansas                           |
| 1993  | 2    | 36    | John Best                | Tennessee                        |
| 1992  | 2    | 29    | P. J. Brown              | Louisiana Tech                   |
| 1992  | 2    | 40    | Steve Rogers             | Alabama State                    |
| 1991  | 1    | 2     | Kenny Anderson           | Georgia Institute of Technology  |
| 1991  | 2    | 53    | Von McDade               | Wisconsin, Milwaukee             |
| 1990  | 1    | 1     | Derrick Coleman          | Syracuse                         |
| 1990  | 1    | 22    | Tate George              | Connecticut                      |
| 1989  | 1    | 12    | Mookie Blaylock          | Oklahoma                         |
| 1989  | 2    | 32    | Stanley Brundy           | DePaul                           |
| 1988  | 1    | 4     | Chris Morris             | Auburn                           |
| 1988  | 2    | 32    | Charles Shackleford      | Caroline du Nord                 |
| 1988  | 3    | 52    | Derrick Hamilton         | Southern Mississippi             |
| 1987  | 1    | 3     | Dennis Hopson            | Ohio                             |
| 1987  | 3    | 48    | Jamie Waller             | Virginie                         |
| 1987  | 4    | 72    | Andrew Moten             | Floride                          |
| 1987  | 5    | 94    | James Blackmon           | Kentucky                         |
| 1987  | 6    | 118   | Perry Bromwell           | Pennsylvanie                     |
| 1987  | 7    | 140   | Frank Booker             | Bowling Green                    |
| 1986  | 1    | 13    | Dwayne Washington        | Syracuse                         |
| 1986  | 4    | 81    | Steve Hale               | Caroline du Nord                 |
| 1986  | 5    | 105   | Archie Johnson           | Alabama, Birmingham              |
| 1986  | 6    | 127   | Troy Webster             | Université George Washington     |
| 1986  | 7    | 151   | Jim Dolan                | Notre Dame du Lac                |
| 1985  | 2    | 36    | Yvon Joseph              | Georgia Institute of Technology  |
| 1985  | 2    | 38    | Fernando Martín Espina   | Real Madrid (Espagne)            |
| 1985  | 3    | 62    | Nigel Miguel             | Californie, Los Angeles          |
| 1985  | 5    | 108   | Kelly Blaine             | Alabama du Sud                   |
| 1985  | 6    | 130   | George Almones           | Louisiane, Lafayette             |
| 1985  | 7    | 154   | Gary McLain              | Villanova                        |
| 1984  | 1    | 17    | Jeff Turner              | Vanderbilt                       |
| 1984  | 3    | 63    | Yommy Sangodeyi          | Sam Houston                      |
| 1984  | 4    | 85    | Hank Cornley             | Illinois                         |
| 1984  | 5    | 109   | Michael Gerren           | Alabama du Sud                   |
| 1984  | 6    | 131   | Oscar Schmidt            | JuveCaserta Basket (Italie)      |
| 1984  | 7    | 155   | Sean Kerins              | Syracuse                         |
| 1984  | 8    | 177   | Chris Winans             | Utah                             |
| 1984  | 9    | 200   | Billy Ryan               | Princeton                        |
| 1984  | 10   | 221   | Phil Jamison             | Saint Peter's College            |
| 1983  | 2    | 44    | Horace Owens             | Rhode Island                     |
| 1983  | 3    | 59    | Bruce Kuczenski          | Connecticut                      |
| 1983  | 4    | 87    | Barney Mines             | Université Bradley               |
| 1983  | 5    | 110   | Tyren Naulls             | Texas A&M                        |
| 1983  | 6    | 133   | Oscar Taylor             | Nouvelle-Orléans                 |
| 1983  | 7    | 156   | Keith Bennett            | Université Sacred Heart          |
| 1983  | 8    | 179   | Joe Myers                | Université Duquesne              |
| 1983  | 9    | 201   | Kevin Black              | Rutgers                          |
| 1983  | 10   | 222   | Rich Simkus              | Princeton                        |
| 1982  | 1    | 13    | Sleepy Floyd             | Georgetown                       |
| 1982  | 1    | 21    | Eddie Phillips           | Alabama                          |
| 1982  | 3    | 59    | Jimmy Black              | Caroline du Nord                 |
| 1982  | 4    | 80    | James Griffin            | Illinois, Urbana-Champaign       |
| 1982  | 4    | 82    | Tony Brown               | Arkansas                         |
| 1982  | 5    | 105   | Chris Giles              | Alabama, Birmingham              |
| 1982  | 6    | 128   | Mel Daniel               | Furman                           |
| 1982  | 7    | 151   | Tony Anderson            | Californie, Los Angeles          |
| 1982  | 8    | 174   | Otis Jackson             | Memphis                          |
| 1982  | 9    | 197   | Gary Johnson             | Université Oral Roberts          |
| 1982  | 10   | 218   | Sean Tuohy               | Mississippi                      |
| 1981  | 1    | 3     | Buck Williams            | Maryland                         |
| 1981  | 1    | 10    | Albert King              | Maryland                         |
| 1981  | 1    | 18    | Ray Tolbert              | Indiana                          |
| 1981  | 3    | 49    | David Burns              | Saint Louis                      |
| 1981  | 4    | 72    | Edmund Sherod            | Commonwealth de Virginie         |
| 1981  | 5    | 95    | Joe Cooper               | Colorado                         |
| 1981  | 6    | 118   | Kevin Lynam              | La Salle                         |
| 1981  | 7    | 141   | Rod Robertson            | Northwestern                     |
| 1981  | 8    | 164   | Ken Webb                 | Université Fairleigh Dickinson   |
| 1981  | 9    | 186   | Rudy Williams            | Providence                       |
| 1981  | 10   | 206   | Vic Sison                | Californie, Los Angeles          |
| 1980  | 1    | 6     | Mike O'Koren             | Caroline du Nord                 |
| 1980  | 1    | 7     | Mike Gminski             | Duke                             |
| 1980  | 3    | 52    | Lowes Moore              | Virgine-Occidentale              |
| 1980  | 4    | 75    | Rory Sparrow             | Villanova                        |
| 1980  | 5    | 98    | Aaron Curry              | Oklahoma                         |
| 1980  | 6    | 121   | Rick Mattick             | Louisiane                        |
| 1980  | 7    | 144   | Larry Spicer             | Alabama, Birmingham              |
| 1980  | 8    | 165   | Lloyd Terry              | Nouvelle-Orléans                 |
| 1980  | 9    | 185   | Barry Young              | Colorado                         |
| 1979  | 1    | 8     | Calvin Natt              | Louisiane, Monroe                |
| 1979  | 1    | 11    | Clifford T. Robinson     | Californie du Sud                |
| 1979  | 3    | 51    | John Gerdy               | Davidson College                 |
| 1979  | 5    | 95    | Joe Abramaitis           | Connecticut                      |
| 1979  | 6    | 115   | Tony Smith               | Nevada, Las Vegas                |
| 1979  | 7    | 135   | Jim Strickland           | Caroline du Sud                  |
| 1979  | 8    | 154   | Henry Hollingsworth      | Hofstra                          |
| 1979  | 9    | 173   | Ricky Free               | Columbia                         |
| 1979  | 10   | 191   | Eric Fleisher            | Tulane                           |
| 1978  | 1    | 13    | Winford Boynes           | San Francisco                    |
| 1978  | 3    | 45    | Mike Phillips            | Kentucky                         |
| 1978  | 3    | 62    | Dave Batton              | Notre Dame du Lac                |
| 1978  | 4    | 84    | Walter Jordan            | Purdue                           |
| 1978  | 5    | 89    | Cecile Rose              | Houston                          |
| 1978  | 6    | 111   | Golie Augustus           | Caroline du Sud                  |
| 1978  | 7    | 132   | Doug Jemison             | San Francisco                    |
| 1978  | 8    | 153   | Bruce Campbell           | Providence                       |
| 1978  | 9    | 171   | Frank Sowinski           | Princeton                        |
| 1978  | 10   | 187   | Michael Vicens           | College of Holy Cross            |
| 1977  | 1    | 7     | Bernard King             | Tennessee                        |
| 1977  | 4    | 67    | Bob Elmore               | Wichita                          |
| 1977  | 5    | 89    | Gerald Cunningham        | Kentucky                         |
| 1977  | 6    | 111   | Mark Crow                | Duke                             |
| 1977  | 7    | 132   | Scott Conant             | Newberry College                 |
| 1977  | 8    | 152   | Ralph Drollinger         | Californie, Los Angeles          |